# Правобережная ТЭЦ
Правобережная ТЭЦ (также известна, как ТЭЦ-5 и Юго-Восточная ТЭЦ) — предприятие энергетики Санкт-Петербурга, входящее в Невский филиал ПАО «ТГК-1».
Одно из первых сооружений периода электрификации.

## История

### «Уткина заводь»
Строительство электростанции «Уткина заводь» началось по разным данным в 1911, в 1913 и 1914 году. Её возводило бельгийское акционерное общество «Железобетон» по проекту архитектора А. А. Оля. Первая очередь — в стиле неоклассицизма — была построена в 1914—1916 годах. Затянувшаяся Первая мировая война, Октябрьская революция и последовавшая национализация промышленности в Советской России в 1917—1920 остановили возведение станции.

### СССР, «Красный Октябрь»
Строительство было продолжено уже в рамках плана ГОЭЛРО. 8 октября 1922 года была запущена первая турбина электростанции, получившей название «Красный Октябрь». Вторая очередь — в стиле раннего функционализма — была также возведена по проекту А. А. Оля в 1920—1926 годах. В 1929—1930 годах было проведено расширение ТЭЦ с установкой турбин мощностью 32 МВт. Котлы электростанции работали на местном торфе.
В период Великой Отечественной войны, когда большинство электростанций блокадного Ленинграда из-за отсутствия топлива не могли работать, ТЭЦ «Красный Октябрь» продолжала обеспечивать Ленинград электроэнергией. Зимой 1941—1942 годов котел № 3 электростанции «Красный Октябрь» был переделан под сжигание фрезерного торфа, который имелся на торфопредприятиях Всеволожского района. Пуск этого агрегата позволил повысить нагрузку электростанции до 21—22 тыс. кВт из 23—24 тыс. кВт, вырабатываемых системой. Это дало возможность дать напряжение тяговым подстанциям и запустить в марте 1942 года грузовой, а с 15 апреля — пассажирский трамвай. В 1942 году за образцовое выполнение задания правительства по энергетическому снабжению Ленинграда во время блокады коллектив «Красного Октября» был награждён орденом Трудового Красного Знамени.
В 1980-х годах на ТЭЦ-5 были установлены дополнительные водогрейные котлы, однако основное оборудование исчерпало свой ресурс. В 1988 году началась разработка проекта реконструкции ТЭЦ-5, который был заморожен из-за недостатка финансирования.

### Россия
В 1992 году на основании указа Президента РФ № 923 от 15 августа 1992 г. «Об организации управления электроэнергетическим комплексом Российской Федерации в условиях приватизации» путём частичной приватизации отдельных объектов, используемых для выработки, передачи и распределения электроэнергии, до этого находившихся под контролем Комитета электроэнергетики Министерства топлива и энергетики Российской Федерации и корпорации «Росэнерго» было создано РАО «ЕЭС России». Свою деятельность компания начала 31 декабря 1992 года. ТЭЦ-5 также оказаласть под контролем РАО «ЕЭС России»
В 2004 году реконструкция электростанции была возобновлена. ОАО «Ленэнерго» (с 1 октября 2005 года — ТГК-1) удалось выделить собственные средства на возобновление строительства, более того, привлечь на достройку ТЭЦ заёмные средства. Целевой кредит в размере 40 млн долларов был предоставлен Европейским банком реконструкции и развития сроком на 7 лет для завершения строительства нового блока и замену оборудования 1920-х годов, а также на рефинансирование ранее понесенных ОАО затрат по строительству нового блока ТЭЦ-5.
В ходе реформирования российской энергетической отрасли, а именно РАО «ЕЭС России», в марте 2005 года было учреждено открытое акционерное общество «ТГК-1». Учредителями ТГК-1 выступили ОАО «Ленэнерго», ОАО «Колэнерго» и ОАО «Карелэнергогенерация». В «ТГК-1» вошли 55 электростанций, в том числе и ТЭЦ-5 «Красный Октябрь».

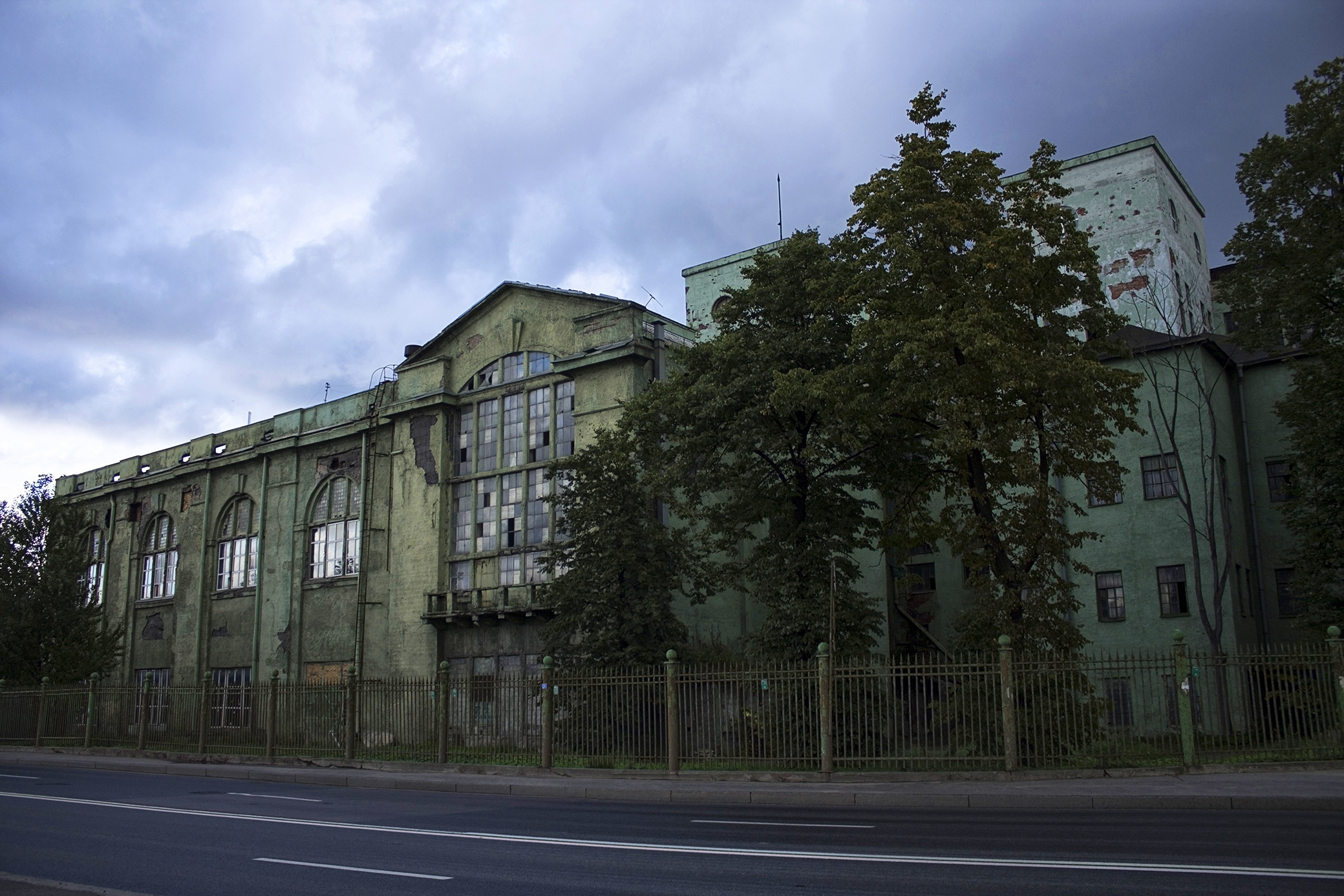
ГРЭС «Красный Октябрь»

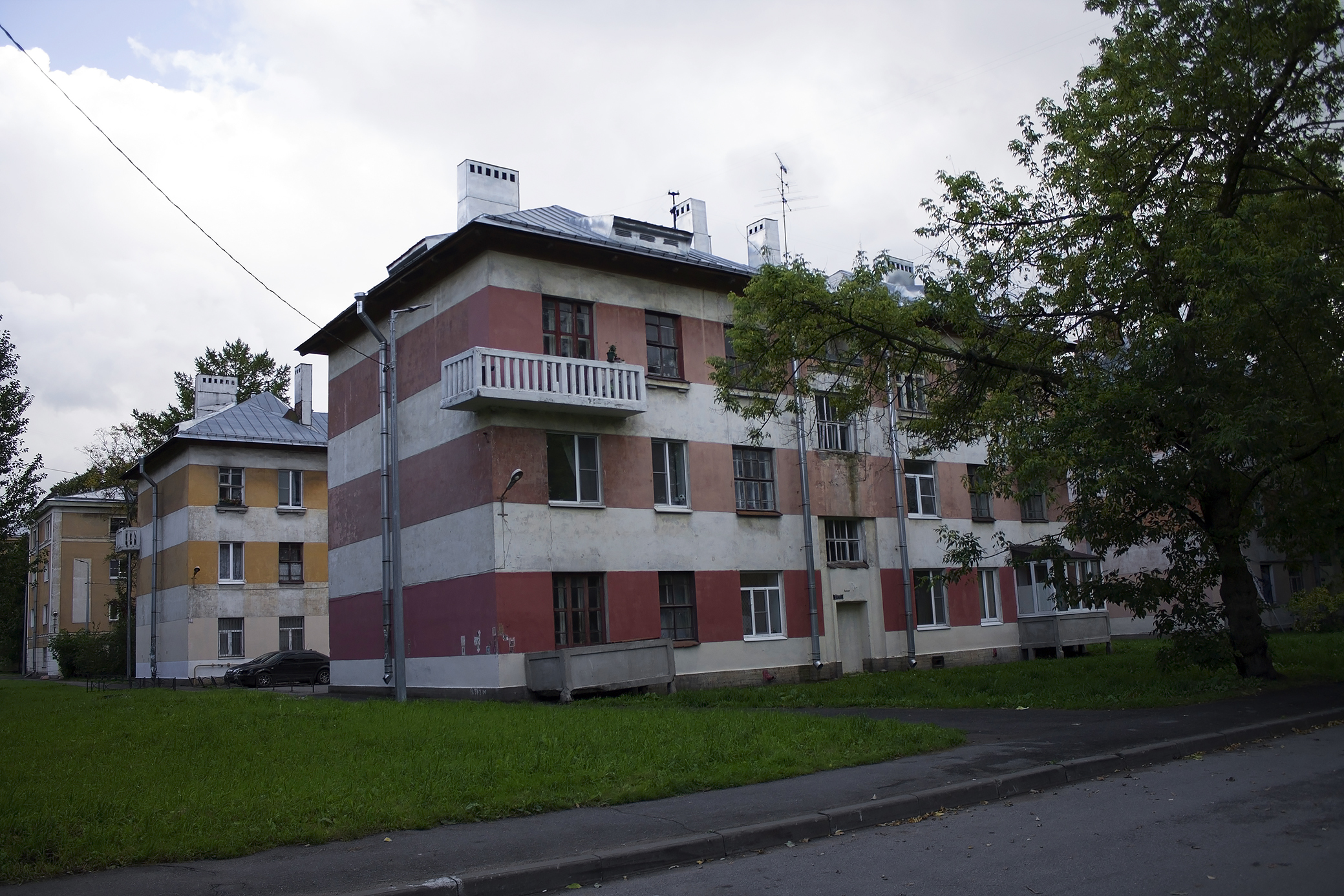
Рабочий городок при ГРЭС

### Запуск «Правобережной» и закрытие «Красного Октября»
20 мая 2006 года введен в эксплуатацию новый энергоблок электрической мощностью 180 МВт и тепловой 260 Гкал/ч — фактически, новая станция, отвечающая всем современным техническим и экологическим требованиям.
Стоимость капитальных вложений составила около $60 млн., в том числе $20 млн собственных инвестиций «ТГК-1» и $40 млн. — кредит «ЕБРР». Генеральный подрядчик — ЗАО «Трест Севзапэнергомонтаж», поставщик турбинного оборудования — ОАО «Силовые машины».
Пуск нового энергоблока позволил начать поэтапный вывод из эксплуатации оборудования ТЭЦ-5 «Красный Октябрь». Так в 2007 году был осуществлён вывод из работы турбины и генератора мощностью 32 МВт из старой части ТЭЦ.
20 мая 2010 года ТЭЦ «Красный октябрь» была закрыта. Проект по замене мощностей первой ТЭЦ плана ГОЭЛРО завершён.
С 2008 по 2012 год был построен второй энергоблок Правобережной ТЭЦ на основе парогазовой установки мощностью 450 МВт и 316 Гкал/ч.
Состав блока ПГУ-450:
- две газовых турбины ГТЭ-160 производства ОАО «Силовые машины» с КВОУ и генераторами ТЗФГ-160-2МУ3;
- паровая турбина Т-150-7,4 с генератором ТЗФГ-160-2МУ3 производства ОАО «Силовые Машины»;
- два котла-утилизатора Пр-227/55-7,65/0,53-516/228 (ПК-59) ОАО «ЗиО» с вспомогательным оборудованием;[8]

## Жилмассив для работников ТЭЦ
В 1926—1927 годах рядом с усадьбой Сосновка был возведен жилмассив для работников 5-й ТЭЦ («Красный Октябрь»). Сегодня его адрес: Октябрьская набережная, 90—96.

## Современное состояние
Теплоэлектроцентраль расположена на юго-восточной окраине Санкт-Петербурга у границы города.
Установленная электрическая мощность 643 МВт, тепловая мощность — 1303 Гкал/ч. Занимает в Санкт-Петербурге второе место по мощности, уступая Южной ТЭЦ. Снабжает тепловой и электрической энергией правобережную часть Невского и южную часть Красногвардейского района Санкт-Петербурга, город-спутник Кудрово Всеволожского района Ленинградской области и ближайшие городские окрестности: посёлки, тепличные хозяйства, кольцевую автодорогу и т.д. Количество потребителей свыше 700 тысяч человек.
Стальная дымовая труба имеет высоту 100 м. Железобетонная дымовая труба имеет высоту 180 м, являясь одной из самых высоких в городе. Имеются также две 80-метровые градирни, вторую из которых построили в середине 2000-х гг.

## Перспективы развития
Одни из перспективных энергопотребителей ТЭЦ — проектируемое электродепо Правобережное Петербургского метрополитена, а также строящийся в деревне Новосаратовка жилой микрорайон, площадью застройки 426 га, 4,6 млн м² жилья и численностью населения порядка 115 тыс. жителей.